# Alloteratura longa
Alloteratura longa är en insektsart som beskrevs av Andrej Vasiljevitj Gorochov 2008. Alloteratura longa ingår i släktet Alloteratura och familjen vårtbitare. Inga underarter finns listade i Catalogue of Life.